# Vasektomie

Schematické zobrazení vasektomie

Vasektomie (také vazektomie) je chirurgický zákrok, při kterém dochází k přerušení chámovodů muže za účelem jeho sterilizace. Jedná se o jednu z forem mužské antikoncepce.
Vasektomie je nejspolehlivější metodou mužské antikoncepce. Výhodou je její malá invazivita a nízké riziko komplikací při vysoké spolehlivosti. V roce 2012 se v České republice upravila právní legislativa omezující využití vasektomie, díky této změně se vasektomie stala běžně dostupnou metodou antikoncepce.
Provedení vasektomie nemá vliv na kvalitu erekce a orgasmu. Objem ejakulátu se sníží jen o 5 %. Zákrok je možné provádět v lokální anestezii. Po zákroku nebývá nutná hospitalizace ani pracovní neschopnost. Míra komplikací u bezskalpelové techniky je nižší oproti klasické technice vasektomie.

## Historie

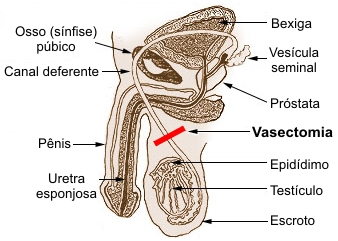
Schematické zobrazení vasektomie

Vasektomie byla poprvé popsána roku 1827 sirem Ashley Cooperem v Británii v době, kdy prováděl experimenty na vasektomovaných psech. Krátce poté R. Harrison v Londýně provedl první mužskou vasektomii. Nicméně, operace nebyla provedena za účelem sterilizace, ale ve snaze o dosažení atrofie prostaty. Vasektomie začala být používána jako antikoncepce během druhé světové války. První program vasektomií na národní úrovni byl zahájen v roce 1954 v Indii.
Bezskalpelová vasektomie byla vyvinuta a poprvé použita v Číně v roce 1974 ve Vědecko-výzkumném institutu plánovaného rodičovství v provincii Sečuán. V roce 1985 byla technika bezskalpelové vasektomie prezentována mezinárodnímu týmu expertů, kteří následně nabyli přesvědčení, že by se tato metoda měla stát standardem v přístupu k vasektomii.

## Počet vasektomií
Přibližně půl milionu Američanů podstupuje vasektomii ročně. V USA spoléhá cca 11 % manželských párů na tento typ antikoncepce. Na Novém Zélandu a v Británii využívá vasektomii cca 18 % mužů a v sousedním Německu přibližně 2 %. V Číně, s rozvojem bezskalpelové vasektomie, podstoupilo tento výkon do dnešní doby více než 10 milionů mužů.

## Právní úprava v ČR
V České republice byla vasektomie donedávna regulována zákonem. Muž mohl podstoupit tuto metodu za účelem sterilizace pouze po schválení sterilizační komisí. V současnosti je sterilizace muže upravena zákonem č. 373/2011 Sb., o specifických zdravotních službách ze dne 6. listopadu 2011, který vstoupil v platnost 1. dubna 2012. Sterilizaci z nezdravotních důvodů lze provést pacientovi, který dovrší věk 21 let, na základě písemné žádosti. Po kompletním poučení před svědkem musí být pacientovi dána alespoň 14denní lhůta do udělení písemného souhlasu s výkonem.

## Spolehlivost vasektomie
K objektivnímu zhodnocení a porovnání jednotlivých typů antikoncepce slouží tzv. Pearlův index.
Výsledky Pearlova indexu jsou ovlivněny striktním a volným dodržováním pravidel daného systému antikoncepce. Tomu odpovídá různá úspěšnost metod. Výsledky při správném užívání jsou dány striktním dodržováním zásad, zatímco typické užívání antikoncepce zahrnuje i chyby lidského faktoru. Při srovnání typického užívání antikoncepce vychází vasektomie jako jedna z nejspolehlivějších metod. Postavení vasektomie v paletě antikoncepčních metod ukazuje tabulka.
| Metoda                                     | Typické užívání | Správné užívání |
| ------------------------------------------ | --------------- | --------------- |
| Spermicidy                                 | 28              | 18              |
| Metoda plodných a neplodných dnů           | 24              | až 0,4          |
| Přerušovaný styk                           | 22              | 4               |
| Kondom – ženský                            | 21              | 5               |
| Kondom – mužský                            | 18              | 2               |
| Diafragma                                  | 12              | 6               |
| Tabletová hormonální antikoncepce          | 9               | 0,3             |
| Nitroděložní tělísko (Mirena)              | 0,2             | 0,2             |
| Depotní hormonální antikoncepce (Implanon) | 6 (0,05)        | 0,2 (0,05)      |
| Ženská sterilizace                         | 0,5             | 0,5             |
| Vasektomie                                 | 0,15            | 0,1             |

## Porovnání sterilizace muže a ženy
Ve srovnání se sterilizačními technikami žen se u vasektomie prakticky nevyskytují závažné komplikace.
Nevýhody a zároveň rizika jsou u sterilizace žen dány nitrobřišním přístupem a rozsahem anestezie. Ženská sterilizace obvykle vyžaduje 1–2denní hospitalizaci a následný týdenní klidový režim. Riziko nitroděložního těhotenství je u této metody nízké, ale může se vyskytnout těhotenství mimoděložní.
Vasektomie je uskutečnitelná téměř vždy v místním znecitlivěni. K infekci dochází v 0,2–1,5 %, hematomu v 4–22 %, bolesti v 1–14 %, granulomu v 1–40 %.

## Vasektomie bez skalpelu, Bezskalpelová vasektomie, No-Scalpel vasectomy
Bezskalpelová vasektomie je standardem v USA.
Po aplikaci lokálního anestetika se transkutánně fixuje chámovod speciální prstencovou svorkou. Po propíchnutí kůže speciálním nástrojem – disektorem – se chámovod izoluje, podváže a malá část odstraní. Konce se zataví elektrokoagulací. Rána má velikost do 5 mm a nešije se. Délka výkonu obvykle nepřesahuje 15 minut. Hospitalizace ve většině případů není nutná. Tato metoda přináší méně komplikací, menší ránu, méně perioperační a pooperační bolesti, časné zotavení, kratší operační dobu a je stejně efektivní jako vasektomie ze standardního řezu.

## Očistné ejakulace
Samotná vasektomie bezprostředně po výkonu sterilitu neznamená. Množství funkčních spermií schopných oplodnění se vyskytuje v ejakulátu ještě po řadu týdnů od výkonů. K dosažení ejakulátu prostého spermií je obvykle třeba alespoň 20 „očistných“ ejakulací v průběhu tří měsíců. Po této době by měl být proveden spermiogram – vyšetření ejakulátu. Dle obecných ustanovení můžeme ejakulát označit za „čistý“, když neobsahuje spermie. K tomu dochází až u 80 % mužů po třech měsících.
U některých mužů přetrvává ještě po nějakou dobu malé množství nepohyblivých spermií. U těchto mužů se označuje ejakulát za čistý, pakliže je v jednom mililitru méně než 100 000 nepohyblivých spermií po 3 měsících od vasektomie. Pakliže po 6 měsících přetrvávají v ejakulátu pohyblivé spermie, měla by být znovu provedena vasektomie.

## Možnost získání spermií po vasektomii
Sterilita po vasektomii není nevratná. Současné mikrochirurgické metody umožňují obnovení průchodnosti chámovodu ve vysokém procentu případů. Úspěšnost těchto technik závisí na době od vasektomie. Dalšími metodami k získání spermií po vasektomii jsou přímé odběry tekutiny z tubulů nadvarlete MESA (Microsurgical Epididymal Sperm Aspiration) či tkáně varlat s pohlavními buňkami TESE (Testicular Sperm Extraction).

## Cena vasektomie
V současnosti provedení vasektomie na vlastní žádost není hrazené ze zdravotního pojištění. Úhrada pojišťovnou je možná jen za určitých podmínek a po schválení revizním lékařem. V ČR se cena vasektomie pohybuje do 15 tisíc Kč dle jednotlivých center v případě, že výkon probíhá v lokální anestezii bez nutnosti hospitalizace.